# Aeroporto Internazionale di Keflavík
L'Aeroporto Internazionale di Keflavík (IATA: KEF, ICAO: BIKF) (in islandese: Keflavíkurflugvöllur) è il principale aeroporto internazionale dell'Islanda; è situato vicino alla città di Keflavík, circa 50 km dalla capitale Reykjavík. L'aeroporto ha due piste ed occupa un'area di circa 25 km². Fino al 2006 è stato sede della Naval Air Station Keflavik della United States Navy e parte integrante della struttura di difesa aerea della NATO.
Keflavík è l'hub principale delle compagnie aeree islandesi Icelandair e Play Airline. L'aeroporto è solo per voli internazionali, ad eccezione di alcuni voli estivi da e per Akureyri collegati con altri voli di Icelandair; tutti gli altri voli interni vengono operati dall'aeroporto di Reykjavík, a breve distanza dalla capitale. L'aeroporto internazionale di Keflavík è gestito da Leifur Eiriksson Air Terminal Ltd., una società governativa.

## Storia

### Aeroporto

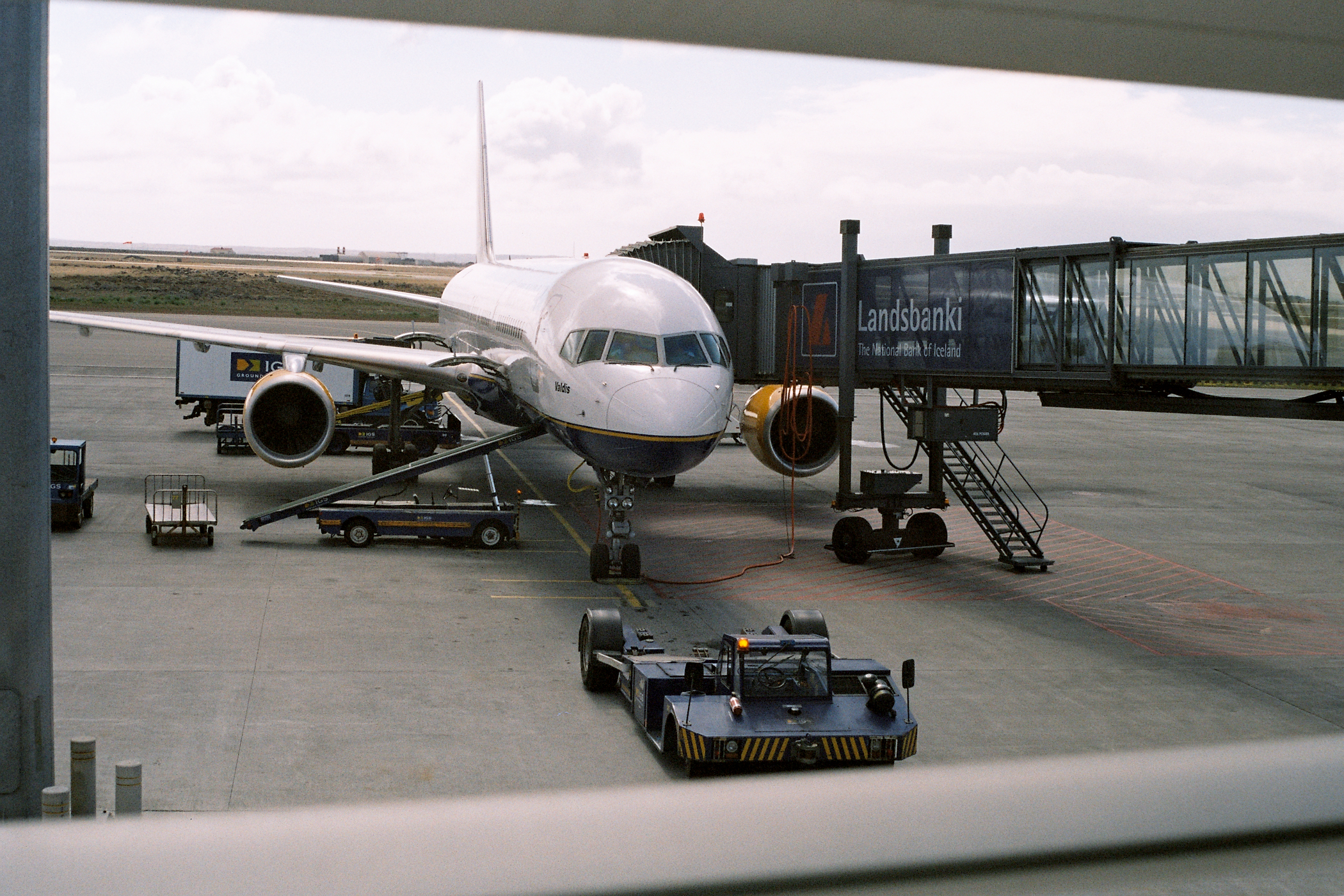
Un Boeing 757-200 di Icelandair ad un gate di Keflavík

L'aeroporto fu costruito dall'Esercito degli Stati Uniti durante la Seconda guerra mondiale. Già nel dicembre 1941 la United States Army Air Force aveva pianificato la costruzione di un aeroporto a Keflavik per bombardieri pesanti e caccia. I fondi per l'opera furono predisposti nel gennaio 1942 e la costruzione iniziò a maggio con la pista per i caccia (soprannominata Patterson Field). A luglio, all'inizio dell'Operazione Bolero, erano operative due piste per i caccia e operai civili e militari avevano iniziato la costruzione di quella per i bombardieri, pista che fu completata dai battaglioni Seabee del genio militare della Marina degli Stati Uniti nel marzo 1943.

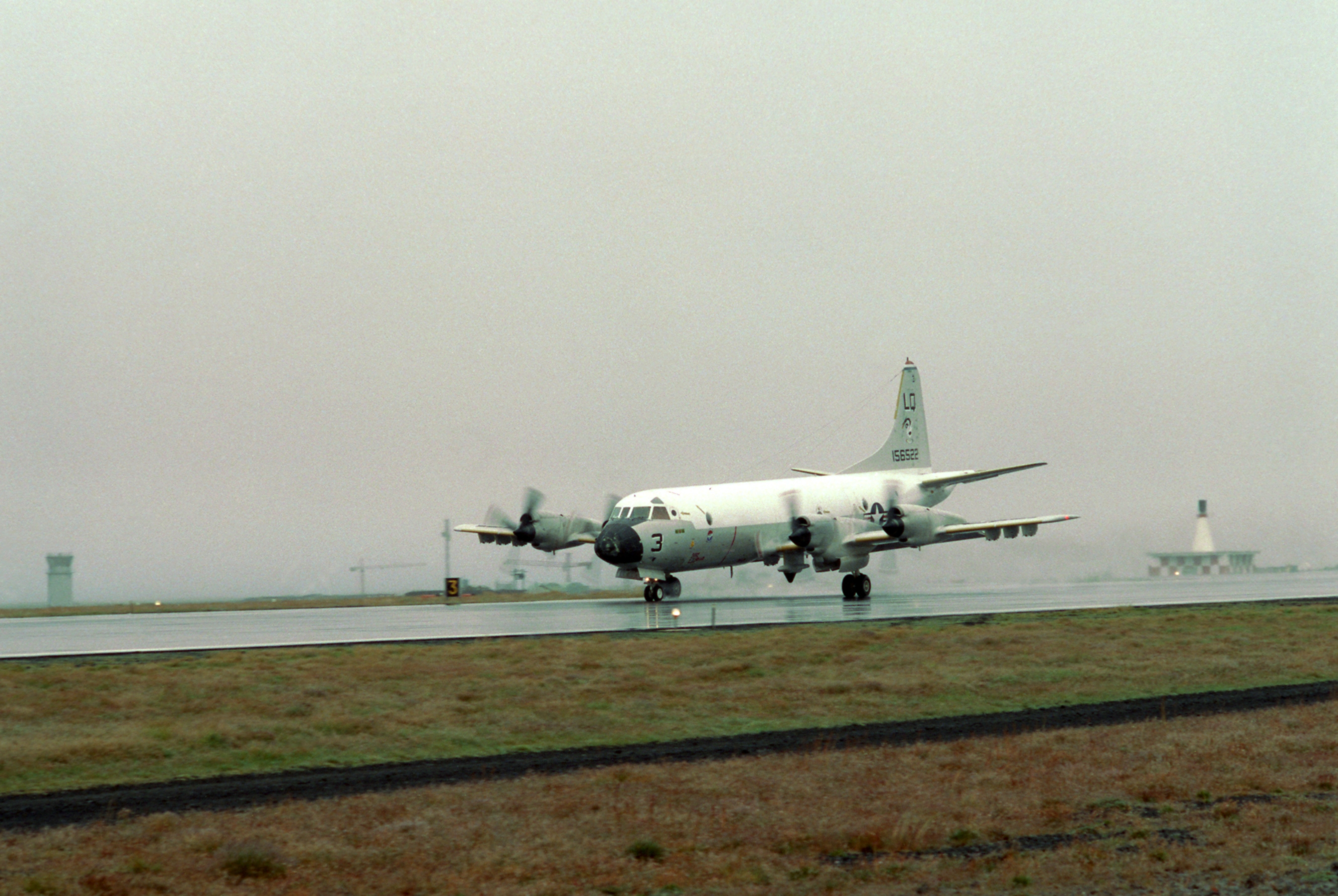
Uno P-3C Orion appartenente al Patrol Squadron 56 (VP-56) della U.S. Navy a Keflavik, 1977.

Durante la guerra il complesso aeroportuale servì solo a scopi militari ma subito dopo il conflitto diventò uno scalo di rifornimento per gli aerei civili che effettuavano voli transatlantici. Dopo un primo ritiro nel 1947, le forze armate statunitensi ritornarono a Keflavík nel 1951 e, per la sua posizione strategica continuarono ad utilizzare l'aeroporto sino al 30 settembre 2006, quando la struttura fu ceduta al governo islandese.
Durante gli anni sessanta e settanta, si tennero molti cortei di protesta per la presenza militare statunitense in Islanda (ed in particolare a Keflavík); ogni anno centinaia, talvolta migliaia di persone percorrevano i 50 km di strada tra la capitale Reykjavík e Keflavík intonando slogan come "Ísland úr NATO, herinn burt" (letteralmente: "Islanda fuori dalla NATO, via l'esercito"). Tra i partecipanti alle proteste c'era anche Vigdís Finnbogadóttir, che successivamente diventerà la prima donna presidente dell'Islanda.
La base ha ospitato mezzi aerei delle varie forze armate statunitensi, e anche se nominalmente era una base aerea della marina militare, vi stazionavano reparti dell'USAF, United States Marine Corps e United States Coast Guard; periodicamente vi venivano rischierati velivoli da pattugliamento marittimo canadesi CP-140 Aurora, P-3 della Royal Netherlands Navy, Breguet Atlantique della Bundesmarine e Hawker Siddeley Nimrod MR2 della Royal Air Force.

### Terminal aereo Leifr Eiríksson
Con la ricostituzione della base militare a Keflavík negli anni cinquanta il terminal aeroportuale fu inglobato in essa. I viaggiatori internazionali dovevano così accedere ai check point militari per imbarcarsi. Nel 1987 il terminal passeggeri fu spostato in una nuova struttura nell'area civile chiamata Terminal aereo Leifr Eiríksson (Flugstöð Leifs Eiríkssonar o Leifsstöð in islandese), intitolata all'esploratore islandese che fu probabilmente il primo europeo a mettere piede nell'America settentrionale. Il complesso venne esteso con l'apertura dell'edificio meridionale nel 2001 per aderire ai requisiti degli accordi di Schengen. L'edificio settentrionale fu allargato e ultimato nel 2007. Il terminal è uno dei pochi al mondo ad avere duty-free shop sia nella sala partenze che in quella arrivi.

## Statistiche
Questo grafico non è disponibile a causa di un problema tecnico.
Si prega di non rimuoverlo.
Vedi la query Wikidata di origine.